# العصابة السوداء (منظمة)
العصابة السوداء (بالتركية : Kara Çete) كانت منظمة شبه عسكرية قبرصية تركية مؤيدة للتقسيم تشكلت في عام 1957 بدعم وتمويل من فاضل كوجوك لمواجهة المنظمة الوطنية للمقاتلين القبارصة اليونانية.  

## التاريخ
تم تشكيل المنظمة في الأصل لتسيير دوريات في جيب قبرصي تركي في منطقة تاتيكالي في نيقوسيا ضد أنشطة المنظمة الوطنية للمقاتلين القبارصة من قبل اثنين من الشباب.   حاولت المنظمة لاحقًا أن تنمو لتصبح على نطاق وطني، لكنها فشلت في الحصول على الدعم العام.   في أبريل 1957، قام 4 أعضاء من المنظمة بإحراق مرآب زُعم أنه مملوك لجواسيس المنظمة الوطنيةفي تاتيكالي لاكتساب الشهرة بين الجمهور. واحتجزت الشرطة البريطانية أحد أعضاء المنظمة على صلة بالحادث وأفرج عنه بعد 105 أيام.  في عام 1958 حل التنظيم نفسه وانضم إلى منظمة المقاومة التركية. 